# Bergamottolaj

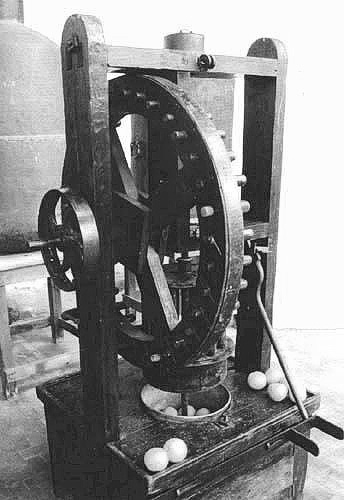

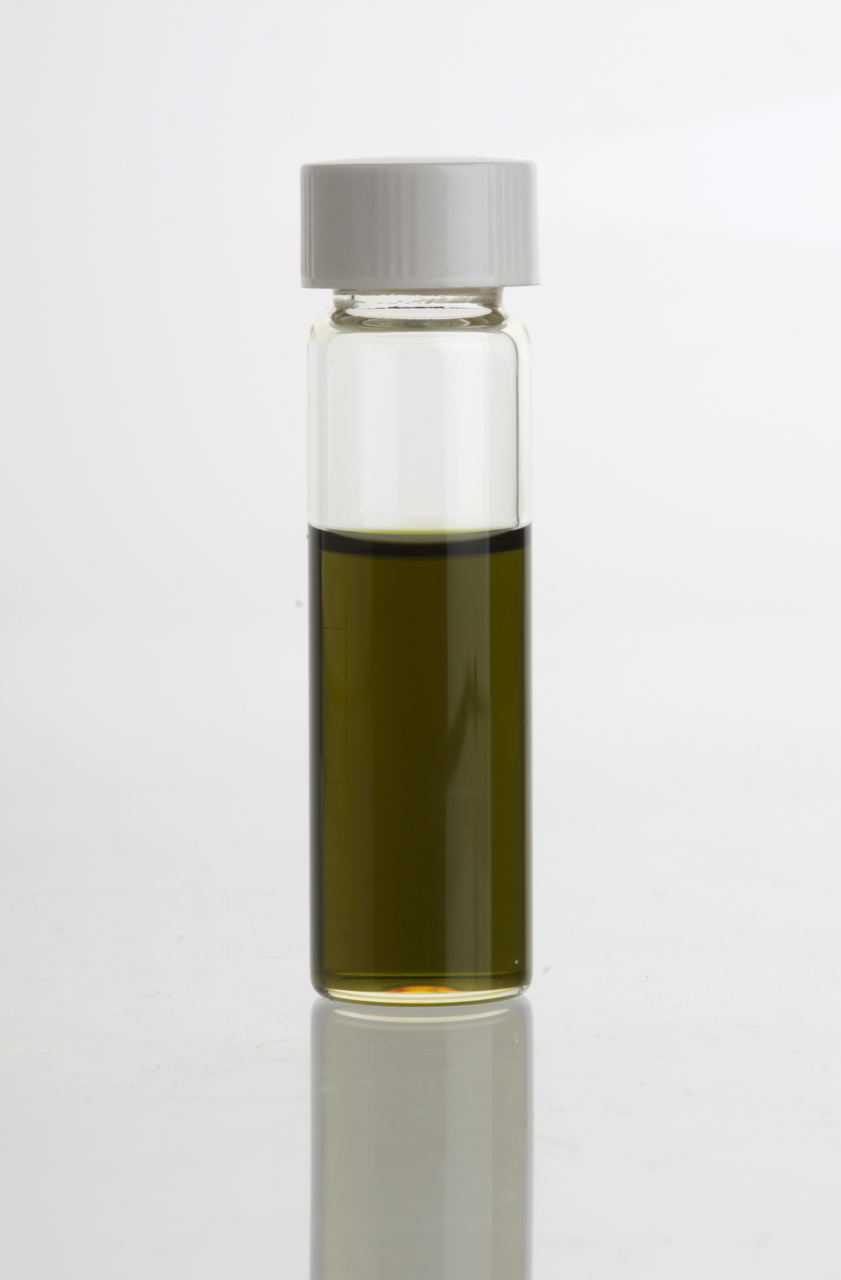
Bergamottolaj

A bergamottolaj (aetheroleum bergamottae) a bergamottnarancs (Citrus bergamia) héjából (leginkább az olaszországi Reggio környékén) kisajtolt zöldessárga, citromillatú, illóolaj-tartalmú olaj. A tiszta esszenciális bergamottolaj előállításához, csakúgy, mint más citrusféléknél, csak a gyümölcs héjára van szükség. Hidegen sajtolják a vékony, zöld, gyümölcsös és virágos-édes bergamottolaj elérése érdekében. A fák korától és a termesztés helyétől függően egy liter tiszta esszenciális bergamottolajhoz 200 és 250 kg közötti héjanyag szükséges.

## Összetétele
Főbb alkotórészei:
- 20–30% terpén-alkohol (pl. linalool, terpineol, nerol),
- 30–40% L-linalil-acetát,
- 5% bergaptol, linomén, dipentén.

## Jellemzői, tulajdonságai
Javítja a kedélyállapotot, oldja a félelmet. Az emésztést serkenti, torokgyulladás esetén toroköblítőszer készíthető belőle.

## Használata
Az illatszergyártás fontos alapanyaga. A kozmetikai iparban szappanok, kölnik illatosítására és barnító hatású napolajakhoz használják. Ugyancsak némi bergamottolajjal illatosítják az Earl Grey típusú teákat.
Enyhe fertőtlenítő hatása miatt borogatásként alkalmas nehezen gyógyuló sebek, műtéti hegek, sömörök, valamint pattanásos és túl zsíros bőr kezelésére. Bergamottolajos pólyával körbetekerve a lábat a láz csillapítható. Gyengén görcskeltő.
Szintetizálják is, de a mesterséges előállított változat összetétele némileg eltér a természetesétől.